# دنيس راسيل
دنيس راسيل (بالألمانية: Dennis Russ)‏ (5 يونيو 1992 بألمانيا - ) هو لاعب كرة قدم ألماني في مركز الدفاع. لعب مع SC Freiburg II ‏ وFC Würzburger Kickers ‏.

## وصلات خارجية
- دنيس راسيل على موقع قاعدة بيانات كرة القدم.إي يو (الإنجليزية)
- دنيس راسيل على موقع بيانات كرة القدم. دي إي (الألمانية)
- دنيس راسيل على موقع Soccerway.com (الإنجليزية)
- دنيس راسيل على موقع عالم كرة القدم.نت (الإنجليزية)